# Natalya Diehm
Natalya Diehm (* 23. September 1997 in Gladstone) ist eine australische BMX-Freestyle-Fahrerin in der Variante Park.

## Sportlicher Werdegang
Diehm begann im Alter von acht Jahren auf dem örtlichen Skatepark mit dem BMX-Fahren. Sie erlitt im Laufe der Zeit zahlreiche Verletzungen; bereits mit 15 Jahren hatte sie sich dreimal den Ellbogen gebrochen und einmal die Hand. 2018 dachte sie ans Aufgeben, als sie eine vierte Knieoperation benötigte. Ein Anruf der ehemaligen BMX-Rennweltmeisterin Caroline Buchanan bewog sie jedoch zum Weitermachen, speziell im Hinblick auf die Olympischen Spiele 2020. Von 2019 bis 2021 gewann sie die ersten drei Ausgaben der australischen Meisterschaften ihrer Disziplin, 2019 auch die ersten Ozeanien-Meisterschaften im BMX-Freestyle, bei denen sie freilich die einzige Teilnehmerin war.
Diehm wurde 2021 für den erstmals ausgetragenen olympischen BMX-Freestyle-Wettkampf nominiert. Zwei Wochen zuvor verletzte sie sich am Kreuzband, nahm dennoch teil und belegte den fünften Platz. Die folgende Rehabilitation setzte sie für 15 Monate außer Gefecht. 2023 meldete sie sich mit zweiten Plätzen bei nationalen und kontinentalen Meisterschaften zurück, 2024 erneuerte sie ihren australischen Meistertitel und wurde zum zweiten Mal Ozeanien-Meisterin.
Bei den Urban-Cycling-Weltmeisterschaften stand Diehm einmalig 2019 im Finale und erreichte den sechsten Platz. Im UCI-BMX-Freestyle-Weltcup hatte sie bislang keine Podiumsplatzierungen. Ihren größten Erfolg auf internationaler Bühne hatte sie im olympischen Freestyle-Wettkampf 2024 mit dem Gewinn der Bronzemedaille.

## Erfolge
2019
 Ozeanien-Meisterin
 Australische Meisterin
2020
 Australische Meisterin
2021
 Australische Meisterin
2023
 Ozeanien-Meisterschaften
2024
 Ozeanien-Meisterin
 Australische Meisterin
 Olympische Spiele